# Jul (auteur)
Pour les articles homonymes, voir Jul.
Ne doit pas être confondu avec Jul (rappeur).
Julien Berjeaut, dit Jul, né le  11 avril 1974 à Maisons-Alfort (Val-de-Marne), est un dessinateur de presse et auteur de bande dessinée français.

## Biographie

### Enfance
Fils de professeurs syndiqués et de gauche, Julien Berjeaut grandit à Champigny-sur-Marne.
Scolarisé jusqu'à la fin de sa troisième dans une école Decroly, il s'exerce aux dessins d'actualité dès dix ans. À douze ans, il remporte le troisième prix du concours jeunesse au festival d'Angoulême avec deux pages sur un pingouin au Pôle Nord,.

### Études et brève carrière dans l'enseignement
Élève de l'École alsacienne, puis de l'École normale supérieure de Fontenay-Saint-Cloud (promotion 1995 concours Lettres), agrégé d'histoire, il enseigne l'histoire à l'Université Paris-Est-Marne-la-Vallée puis l'histoire chinoise à l'ENS avant de se consacrer entièrement au dessin.

### Débuts dans le dessin de presse
Il publie ses premiers dessins de presse dans La Nouvelle République des Pyrénées. En 2001, il est lauréat d'une bourse de la Fondation de France, pour un projet alliant dessin de presse et sinologie,.
Il collabore au Point et à Lire, à L'Humanité[évasif] et assure deux pages de bande dessinée mensuelles dans Philosophie Magazine. Il collabore entre autres aux magazines L'Écho des savanes et Fluide glacial, à Charlie Hebdo puis au Nouvel Observateur, à Marianne. Il contribue également à divers quotidiens tels Les Échos, La Dépêche du Midi, Libération, Le Monde.[évasif]
Réputé pour ses dessins de presse, il est entré dans la bande dessinée en 2005 avec Il faut tuer José Bové, où il raille les travers des altermondialistes et pour lequel il recueillera un large succès public. Il publie depuis des albums de bande dessinée en parallèle de sa production dans la presse.

### Carrière dans la bande dessinée
Sa série de bande dessinée Silex and the City, publiée chez Dargaud, est adaptée en série d'animation, diffusée depuis septembre 2012 à 20 h 45 sur Arte. La série compte 1,3 million de spectateurs.
À la télévision, il a participé comme dessinateur aux émissions On ne peut pas plaire à tout le monde (France 3), Le Grand Journal (Canal+), puis à l'émission Vous trouvez ça normal ?! (France 2), ainsi qu'à l'émission littéraire La Grande Librairie sur France 5 de septembre 2008 à juin 2012. Une sélection de quatre cents dessins réalisés au long de cette émission littéraire a été publiée en 2013 chez Delcourt. Il est un des dessinateurs intervenant dans le magazine d'actualité 28 minutes sur Arte.
En novembre 2016, il devient le nouveau scénariste de la série Lucky Luke. Toujours allié à Achdé au dessin, il sort l'album La Terre promise, tiré à 500 000 exemplaires. Le 2 novembre 2018 sort le premier album qui fait sortir Lucky Luke du continent américain : Un cow-boy à Paris.
En janvier 2018, il participe au voyage d'État en Chine et remet à cette occasion l'édition chinoise de son album La Planète des Sages. Encyclopédie mondiale des philosophes et des philosophies (écrit en collaboration avec Charles Pépin) au président Xi Jinping.
À l'automne 2018 commence la diffusion de sa nouvelle série d'animation 50 nuances de Grecs sur Arte, inspirée de son album du même nom publié avec le concours du philosophe Charles Pépin en 2017,. La série transpose les mythes grecs dans la société contemporaine et divers acteurs prêtent leur voix aux personnages.
À l'occasion de l'édition 2019 du Festival international de la bande dessinée d'Angoulême, Jul publie Coloc of Duty, un album réalisé avec l'Agence française de développement autour des thèmes de la solidarité internationale, de la juste répartition des ressources et de leur conservation, distribué gratuitement dans le cadre de la manifestation. L'album édité par Dargaud est mis en vente dans les librairies à partir du 31 janvier 2020.
Il signe le scénario de Spirou chez les fous avec Libon au dessin : le one shot intégré dans la série Le Spirou de… sort fin 2022,,,.

## Prise de position

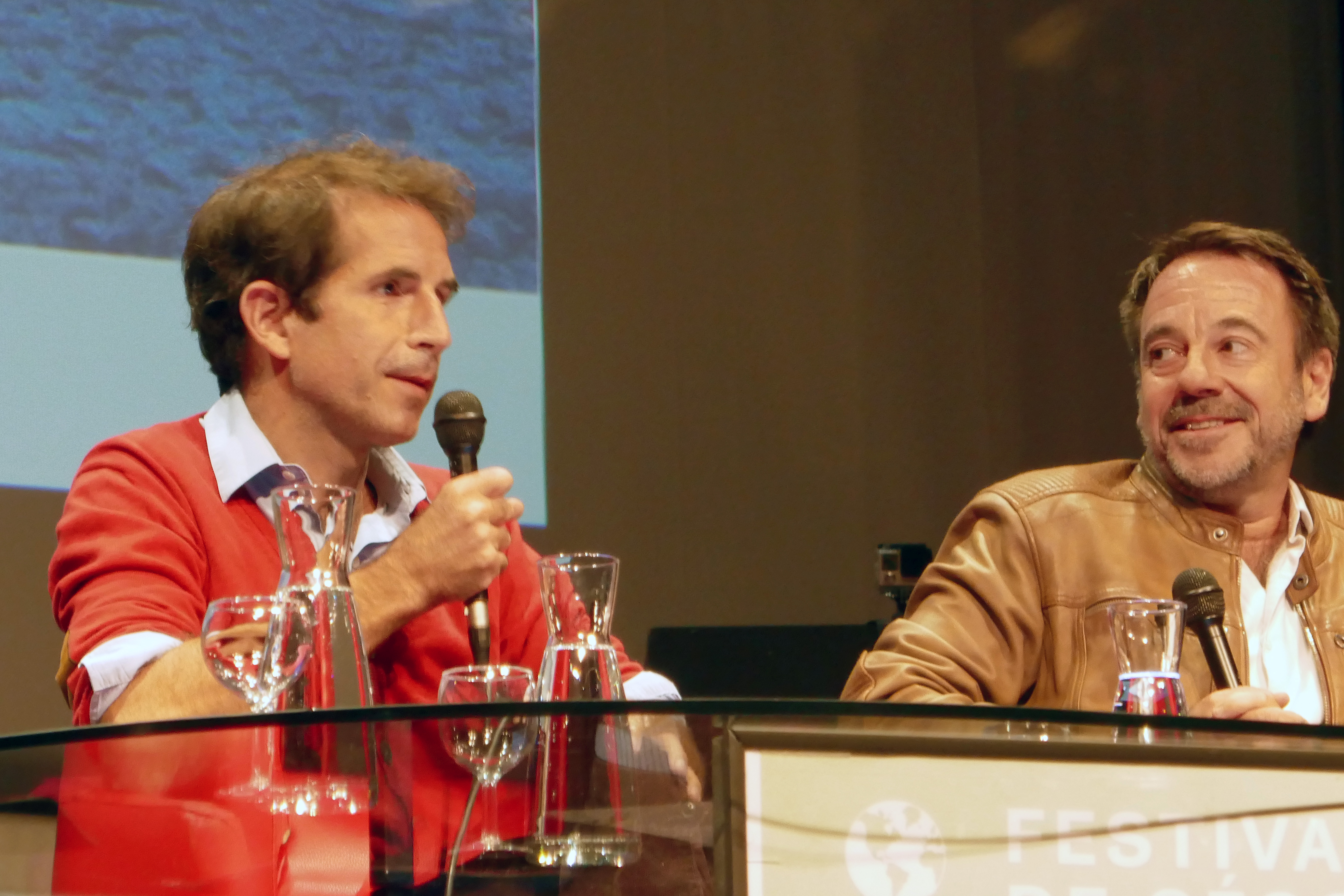
Jul et le géographe-écrivain Michel Bussi au Festival international de géographie 2020 à Saint-Dié-des-Vosges.

Le 30 janvier 2020, au Festival international de la bande dessinée d'Angoulême, Jul offre au président de la République Emmanuel Macron un tee-shirt dénonçant les mutilations infligées aux manifestants par les tirs de LBD des forces de l'ordre.

## Inspiration
Concernant ses influences, d'après Olivier Delcroix dans Le Figaro, Jul admire les œuvres de Goscinny, Franquin, Gotlib et Pétillon.

## Controverse
En mars 2025, le ministère de l'Éducation nationale qui avait commandé un ouvrage à l'auteur pour l'opération annuelle « Un livre pour les vacances » décide d'annuler sa commande jugeant le contenu « trop adulte » pour des élèves de 10 ou 11 ans. Un regroupement d'associations d'auteurs et de défense de la liberté de création, le Conseil permanent des écrivains, critique cette décision, le dessinateur dénonçant une « censure » ultraconservatrice,.

## Publications

### Bandes dessinées
- Il faut tuer José Bové, Albin Michel, coll. « Vent des savanes », 2005.  (ISBN 2-226-15539-2)
- La Croisade s’amuse, Albin Michel, coll. « Vent des savanes », 2006.  (ISBN 2-226-17133-9)
- Le Guide du moutard : Pour survivre à 9 mois de grossesse, Albin Michel, coll. « Vent des savanes », 2007  (ISBN 978-2-7234-6214-3) Prix René Goscinny 2007
- Silex and the City, Dargaud :

1. Avant notre ère, 2009  (ISBN 978-2-205-06138-3)
2. Réduction du temps de trouvaille, 2010  (ISBN 978-2-205-06451-3)
3. Le Néolithique, c'est pas automatique, 2012  (ISBN 978-2-205-06816-0)
4. Autorisation de découverte, 2013  (ISBN 978-2-205-07130-6)
5. Vigiprimate, 2014
6. Merci pour ce Mammouth, 2015
7. Poulpe fiction, 2016
8. L'Homme de Cro-Macron, septembre 2018  (ISBN 978-2-205-07677-6)
9. La dérive des confinements, novembre 2020  (ISBN 9782205079517)
10. La clef, septembre 2024  (ISBN 9782205208160)

- À bout de soufre : chroniques et nouvelles vagues, Dargaud, 2010.  (ISBN 978-2-205-06505-3)
- La Planète des Sages. Encyclopédie mondiale des philosophes et des philosophies (avec Charles Pépin), Dargaud, 2011 (ISBN 978-2205-06852-8)
- Platon La Gaffe. Survivre au travail avec les philosophes (avec Charles Pépin), Dargaud, 2013 (ISBN 978-2205-07254-9)
- La Planète des Sages, tome 2. Encyclopédie mondiale des philosophes et des philosophies (avec Charles Pépin), Dargaud, 2015
- 50 nuances de Grecs, tome 1. Encyclopédie des mythes et des mythologies (avec Charles Pépin), Dargaud, 2017
- 50 nuances de Grecs, Tome 2 - Encyclopédie des mythes et des mythologies, (avec Charles Pépin), Dargaud, 2019
- Coloc of Duty , Agence française de développement et Festival international de la bande dessinée d'Angoulême, 2019
- Lucky Luke, Lucky Comics Editions :
  - La Terre promise, coll. « Les Aventures de Lucky Luke d'après Morris », dessin de Achdé, Dargaud, 2016
  - Un cow-boy à Paris, coll. « Les Aventures de Lucky Luke d'après Morris », dessin de Achdé, Dargaud, 2018
  - Un cow-boy dans le coton, coll. « Les Aventures de Lucky Luke d'après Morris », dessin de Achdé, Dargaud, 2020
  - L'Arche de Rantanplan, coll. « Les Aventures de Lucky Luke d'après Morris », dessin de Achdé, Dargaud, 2022
  - Un cow-boy sous pression, coll. « Les Aventures de Lucky Luke d'après Morris », dessin de Achdé, Dargaud, 2024
- Spirou chez les fous, dessin de Libon, Dupuis, novembre 2022
- La faim de l'histoire. Une histoire du monde par la gastronomie, volume 1, avec Aïtor Alfonso, Dargaud, novembre 2023.

Participation aux collectifs
- Rire contre le racisme, la BD, Jungle / Casterman, 2006
- Mozart qu'on assassine, Albin Michel, 2006
- Bébés congelés – Chiens écrasés, Albin Michel, 2007
- C'est la faute à la société, 12 bis, 2008
- Bye Bye Bush, Dargaud, 2009

### Dessin de presse
- 2006 : Da Vinci Digicode, Éditions Danger public, coll. « Les NRV »  (ISBN 2-35123-105-8)
- 2007 : Participation au collectif Bonne fête Nicolas !
- 2008 : Conte de fées à l'Élysée, Albin Michel, coll. « Vent des savanes »  (ISBN 978-2-35626-080-2)
- 2008 : Recueils des dessins Liberté – Égalité – Fraternité et Les Brèves, Les Échappés
- 2011 : La Terre vue du fiel, Dargaud  (ISBN 978-2-205-06827-6)
- 2012 : Le Président de vos rêves, Dargaud
- 2019 : L'APM est dans le pré, Glénat-APM

### Livres pour enfants
- 2004 : Debout les terriens ! : protégeons la planète, texte de Gwenaëlle Aznar, Albin Michel Jeunesse, coll. « Les petits débrouillards »  (ISBN 2-226-14072-7)
- 2008 : L'Herbier impitoyable, Les Échappés, coll. « Charlie Hebdo Junior »  (ISBN 978-2-35766-007-6)
- 2014 : Mon père ce héron, Éd. Rue de Sèvres (maison d'édition)
- 2025 : La Belle et la Bête  (ISBN 978-2-7118-8142-0)

### Autres illustrations
- 2008 : La Cuisine d'Amélie : 80 recettes de derrière les fagots, texte de Juliette Nothomb, Albin Michel  (ISBN 978-2-226-18734-5)
- 2009 : Le Grand Bestiaire des entreprises : 70 stratégies passées au crible, texte de Philippe Escande, Les Échos / Eyrolles  (ISBN 978-2-212-54488-6)
- 2013 : La Grande Librairie : les 400 meilleurs dessins, préface de François Busnel, Delcourt,  (ISBN 978-2-7560-3807-0)
- 2015 : Cahier de vacances de la République, Éditions des Équateurs

### Essai
Sous le nom de Julien Berjeaut
- 1999 : Chinois à Calcutta : Les tigres du Bengale, L'Harmattan, coll. « Recherches asiatiques »  (ISBN 2-7384-7501-9)

### Séries télévisées
- 2012-2017 : Silex and the City, série diffusée sur Arte (5 saisons annuelles de 40 épisodes chacune)
- 2018-2022 : 50 Nuances de Grecs, série diffusée sur Arte (3 saisons bisannuelles de 30 épisodes chacune)

### Documentaire
- 2016 : Turquie, voyage à la croisée des mondes, documentaire de 48 min. Diffusé sur Arte. Réalisation Xavier Lefèbvre, écriture et présentation Jul.
- 2024 : Dans les bottes de Lucky Luke, documentaire de 3x53 min. Diffusé sur Arte. Réalisation Xavier Lefebvre, écrit et présenté par Jul[26].

### Expositions
- Septembre 2018-juillet 2019 : Musée du Louvre Archéologie en Bulles, Petite Galerie.
- Avril 2018-janvier 2019 : Musée de l'Homme Néandertal.
- Avril 2018-février 2019 : Musée archéologique de Feurs Silex and the City : la famille Pierre à Feurs.
- 2018 : Centre belge de la bande dessinée, Bruxelles.
- Janvier 2018 : Brooklyn Public Library, New York A Night of Philosophy and Ideas.
- Mai 2017 : Feria Internacional del Libro de Bogotá, Colombie
- Avril 2017-octobre 2017 : Musée des Tumulus de Bougon Silex, the Tumulus and the City.
- Juin 2016 : Centre Culturel Kirchner de Buenos Aires, Argentine Nuit de la Philosophie.
- Septembre 2016-décembre 2016 : Bibliothèque Mériadeck de Bordeaux Montaigne Superstar.
- Octobre 2013-janvier 2014 : Musée Labenche d'art et histoire de Brive-la-Gaillarde.

#### Exposition personnelle
- Silex and the city, Musée de l'Homme, Paris, du 11 septembre au 29 décembre 2024[27]

## Distinctions

### Décorations
- Septembre 2012 : chevalier de l'ordre des Arts et des Lettres[28]
- Septembre 2016 : officier de l'ordre des Arts et des Lettres[29]
- Mai 2017 : chevalier de l'ordre du Mérite

### Récompenses
- 2007 : Prix René Goscinny pour Le Guide du moutard
- 2015 : Prix SACD Nouveau Talent Animation